# Samuel (Soure)
A Freguesia de Samuel é uma freguesia portuguesa do Município de Soure, com 31,65 km² de área e 1067 habitantes (censo de 2021). A sua densidade populacional é 33,7 hab./km².
Situando-se num extremo do Município de Soure, a freguesia limita a norte com as freguesias da Abrunheira, Verride e Vila Nova da Barca (no vizinho Município de Montemor-o-Velho), a este pelas freguesias da Gesteira e Brunhós, a sul pela freguesia da Vinha da Rainha e a oeste pela freguesia do Alqueidão (pertencente ao Município da Figueira da Foz).

## Caracterização
O centro de Samuel consiste apenas na Igreja e cemitério da freguesia, cujos festejos religiosos realizam-se a 2 de Fevereiro em honra de Nossa Senhora das Candeias. Apesar da padroeira não ser exclusivamente o centro das atenções, uma vez que Samuel é também conhecida pela "terra do diabo", visto que um dos altares laterais da Igreja (o Altar das Almas) representa um episódio bíblico no qual São Miguel surge a ser estocado pelo próprio Demónio, a freguesia possui, aqui e ali, alguns pontos de relevo histórico, tratando-se esta expressão apenas de um retrato cómico que pretende satirizar a pequenez do lugar em tamanho. 
Por todas as localidades da freguesia se realizam festas ao longo do ano, concentrando-se invariavelmente nos meses de Verão e acolhendo os emigrantes em férias, sendo presença regular o Rancho Folclórico da freguesia, o Grupo Etnográfico de Samuel, anfitrião da efeméride anual, o Festival Etnográfico de Samuel.
Ainda na freguesia, encontra-se uma Ponte Romana no lugar de Urmar, várias capelas, igrejas e alminhas, e as ruínas das estâncias termais da Amieira, da Azenha e do Bicanho.
Também na Azenha há uma fonte bastante disputada sendo comum lá encontrar alguns veraneantes e locais a abastecer-se.

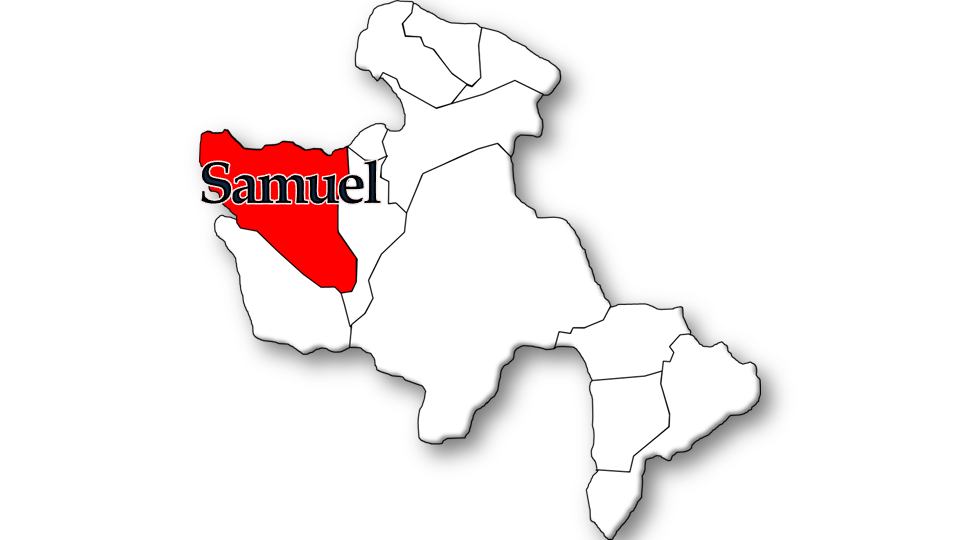
Localização da freguesia no Município de Soure

## Demografia
A população registada nos censos foi:
| Ano  | 0-14 Anos | 15-24 Anos | 25-64 Anos | > 65 Anos |
| 2001 | 160       | 161        | 693        | 384       |
| 2011 | 148       | 99         | 634        | 373       |
| 2021 | 63        | 111        | 479        | 414       |

## História
Embora haja na área vestígios a remontar ao Neolítico, é de 1258 a primeira noticia oficial referente a Samuel. As raízes etimológicas do topónimo Samuel estão intimamente ligadas ao período da ocupação romana, facto que vem atestar a já longa história da povoação. Foi este o nome atribuído a uma quinta (villa) existente nas redondezas: Samueli (ou villa Samueli), cujo proprietário chamar-se-ia, a julgar pelas evidências, Samuel. As excecionais condições meteorológicas e geográficas de que a freguesia é palco foram atraindo, desde tempos imemoriais, sucessivas gerações de forasteiros, tudo graças à proximidade do mar (a cerca de 20 km para oeste, tendo como ponto de referência a praia da Costa de Lavos), à vastidão de solos aráveis e produtivos, à irrigação de um conjunto de ribeiros e canais, que confluem no Mondego (nomeadamente o rio Pranto, que banha parte da freguesia), bem como à existência de águas termais, junto às atuais povoações da Azenha e da Amieira e igualmente no Bicanho. 
Durante largas centúrias de anos, Nossa Senhora da Purificação de Samuel, como era até então chamada, foi vigararia da apresentação dos domínios do Mosteiro de Seiça (ou Ceiça). Constituiu o reguengo de Samuel e Urmar até ao liberalismo, sendo então anexada ao concelho da Abrunheira (Montemor-o-Velho), que mais tarde tomava o nome de Verride, por decreto de 1844. No passado, haviam ainda sido seus donatários até 1758 os Duques de Aveiro, data em que reverteram a favor da Coroa. Chega a ser sede de Concelho por um curto período de tempo. Da comarca da Figueira da Foz, em 1839, transitava para a de Soure em 1852. E por fim, no ano seguinte, passa definitivamente para este último concelho, a fechar 1853, no dia 31 de Dezembro. 
É a representante de Portugal no projeto "Friends of Europe" que reune freguesias rurais de todos países membros da União Europeia desde 1989.

## Economia
As fontes da Amieira, Azenha e Bicanho, chegaram a ser importantes pólos de desenvolvimento económico na freguesia pelo seu valor reconhecido das suas águas termais. Há esforços de parte privada para revitalizar alguns dos espaços.
Existem pequenas unidades empresariais, mas é a agricultura que continua a desempenhar um papel de relevo na economia local.
Situada no lugar de Coles, a Associação Cultural, Recreativa e Social de Samuel é igualmente um importante fator para o mercado de trabalho e a vida social na freguesia.

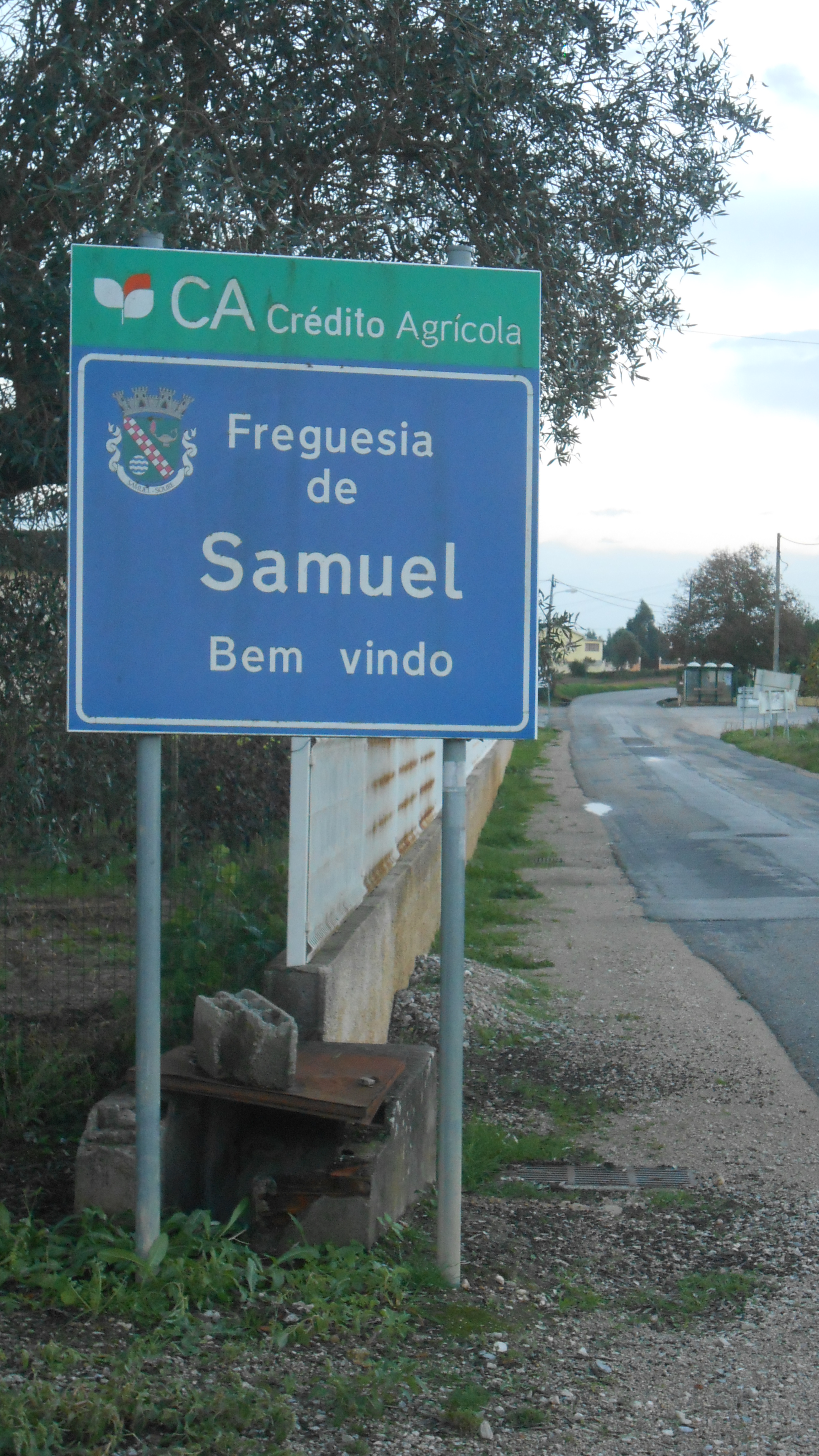
Uma placa informativa da freguesia

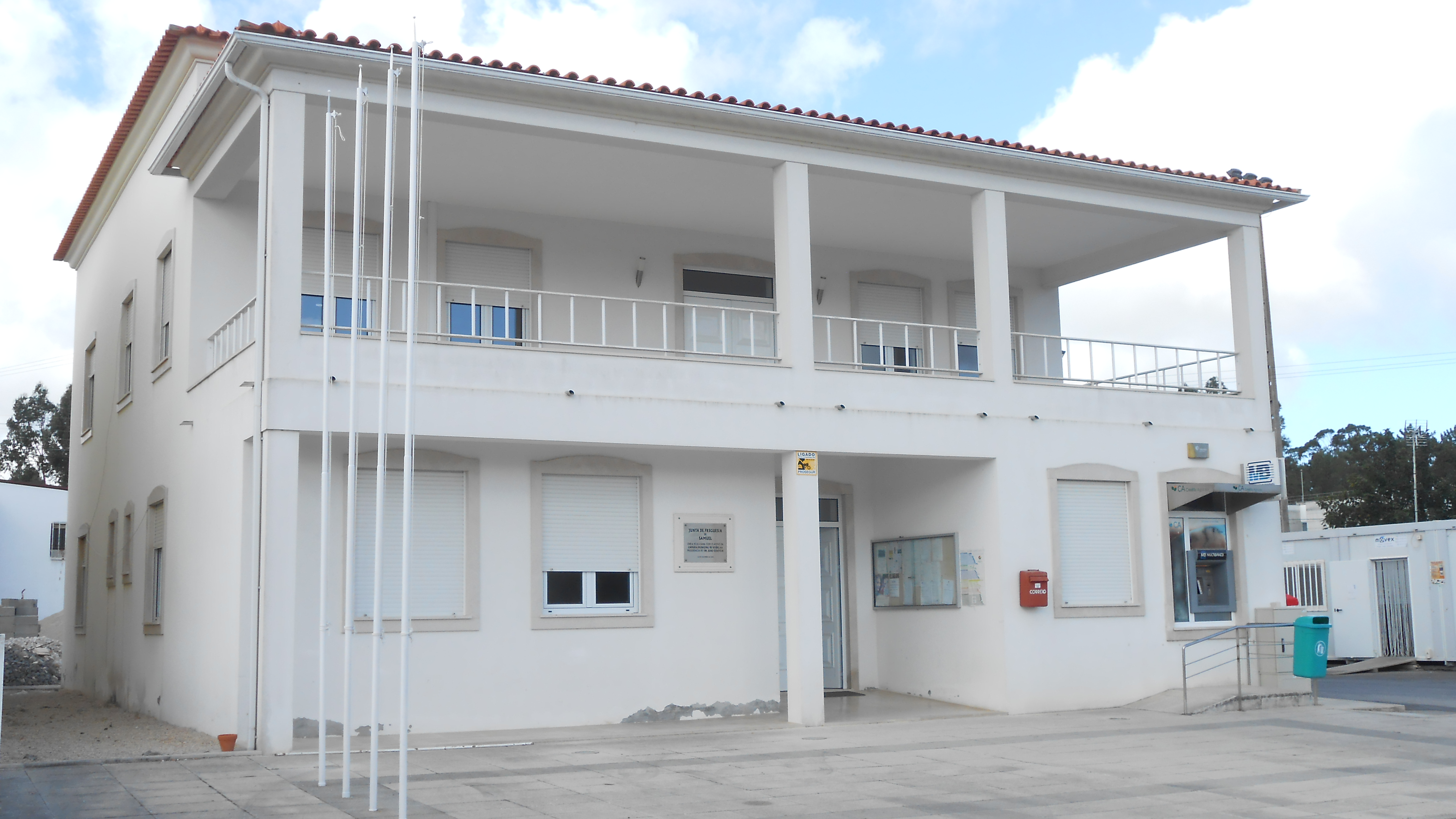
Sede da Junta de Freguesia

## Lugares
A freguesia de Samuel é constituída pelas seguintes localidades:

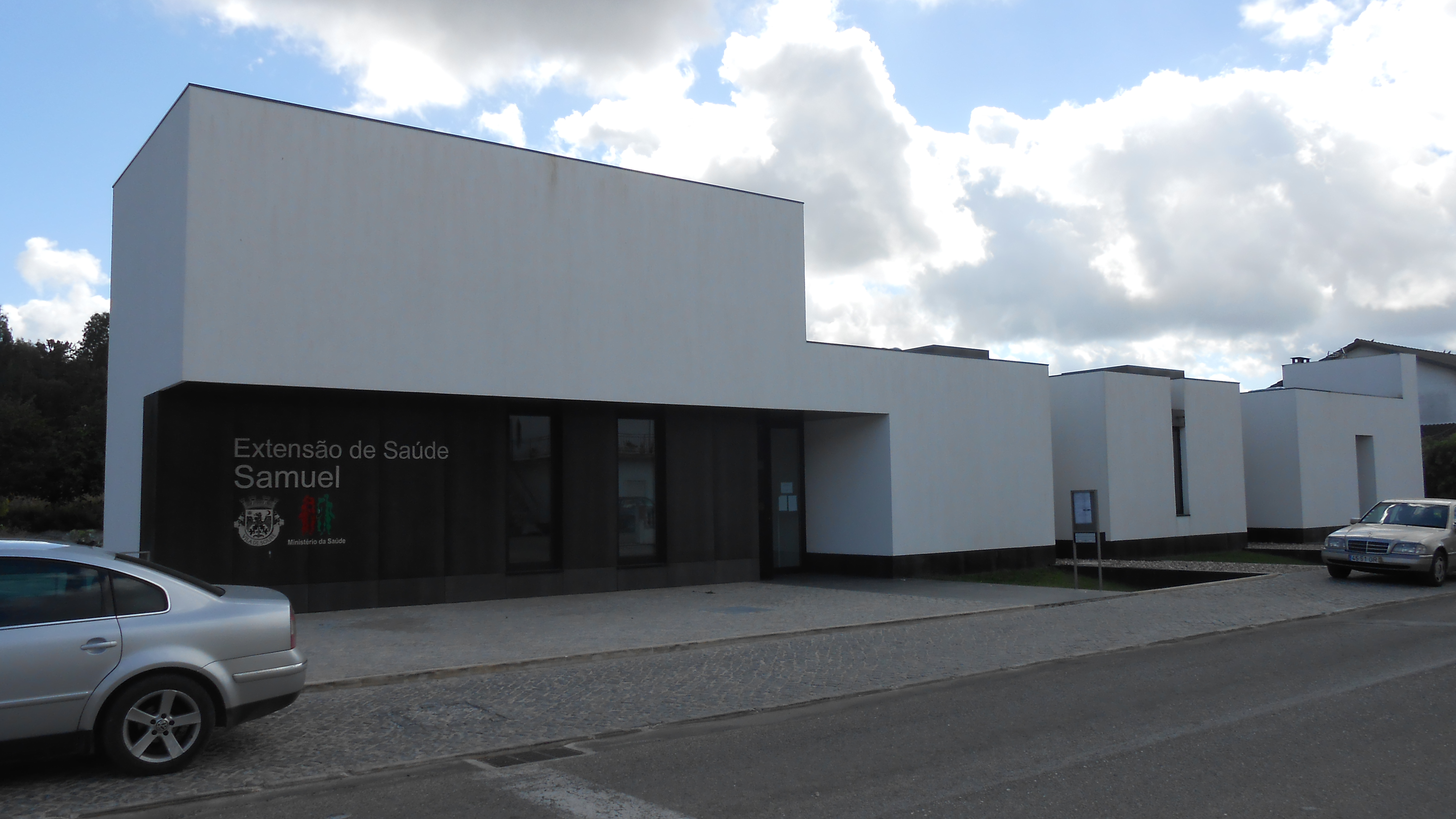
As instalações do Centro de Saúde

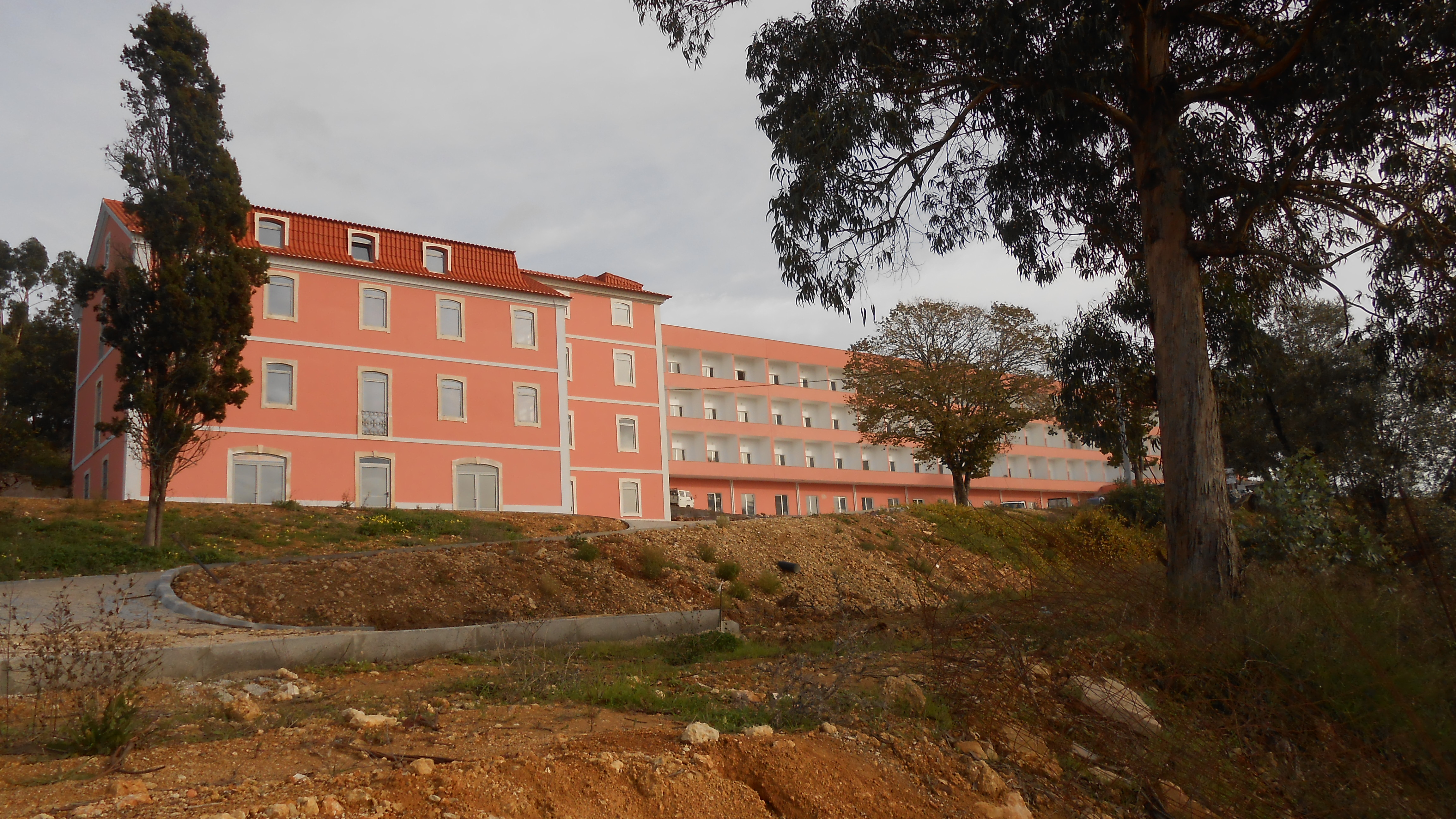
O conjunto termal do Bicanho (Palace Hotel & Spa)

- Alagôa
- Amieira
- Azenha
- Belide
- Bicanho
- Carcavelos
- Carvalhal da Azoia
- Casais das Camarinheiras
- Coles de Samuel
  - Cardal
  - Casalinho
  - Coles
  - Marco
  - Palhais
  - Valinho
- Figueira da Azoia
- Moinho do Almoxarife
- Quinta de Famalicão
- Samuel (Lugar da Igreja)
- Serroventoso
- Souselas
- Urmar
- Vale do Servo